# 달리는 라디오
달리는 라디오, 허첵입니다는 경기방송에서 슈퍼 키드의 멤버 허첵의 진행으로 방송된 라디오 프로그램이다. 2019년 1월 12일에 첫방송되어 2020년 3월 29일 경기방송 폐국과 함께 폐지되었다.

## DJ
- 허첵 (슈퍼 키드)

| KFM 경기방송      |                           |                  |
| 이전              | 달리는 라디오, 허첵입니다 | 다음             |
| 나정훈의 조조할인 | 달리는 라디오, 허첵입니다 | KFM 정오종합뉴스 |
| 9시 ~ 10시        | 10시 ~ 12시               | 12시 ~ 12시 10분 |
|                   |                           |                  |